# Tadeusz Cygler

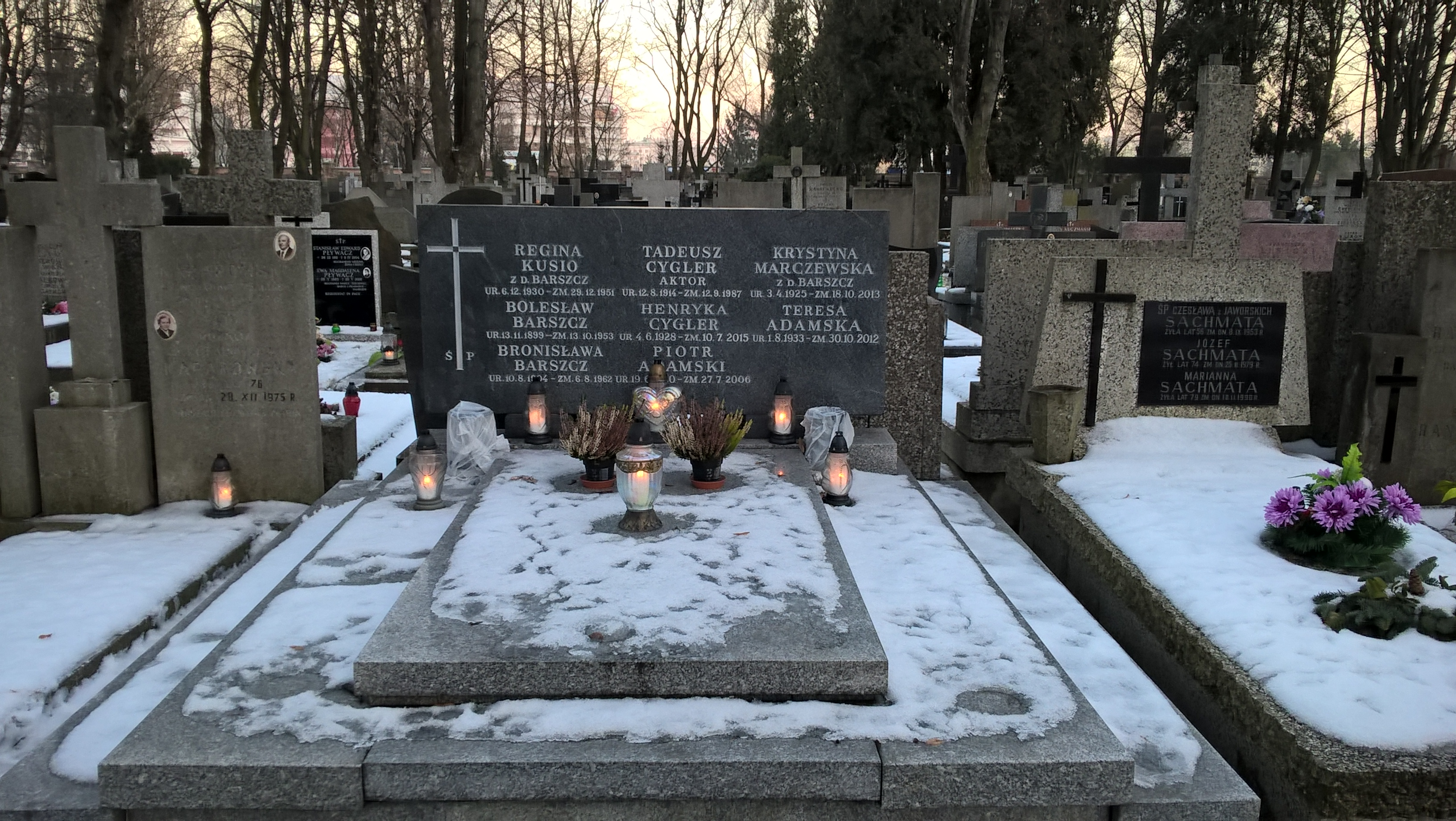
Grób Tadeusza Cyglera na cmentarzu Bródnowskim w Warszawie

Tadeusz Cygler (ur. 12 sierpnia 1914 w Warszawie, zm. 12 września 1987 tamże) – polski aktor teatralny i filmowy.

## Życiorys
Absolwent Wydziału Sztuki Aktorskiej na Państwowym Instytucie Sztuki Teatralnej, który ukończył w 1937. Pracował w następujących teatrach:
- Teatr Miejski w Sosnowcu (1937−1938), aktor i reżyser
- Teatr Narodowy w Warszawie (1938−1939)
- Teatr Ludowy im. Wojciecha Bogusławskiego w Lingen (1945)
- Teatr Wojska Polskiego w Łodzi (1946−1947)
- Teatr Nowy w Warszawie (1947−1950)
- Teatry Muzyczne w Łodzi (1950−1951)
- Teatr Satyryków w Łodzi (1952−1953)
- Teatr Nowy w Łodzi (1953−1954)
- Operetka Łódzka (1954−1956, 1965−1969), był również kierownikiem artystycznym
- Teatr Młodej Warszawy (1956−1957)
- Teatr Klasyczny w Warszawie (1957−1965)
- Teatr Sensacji w Warszawie (1958−1959), był również kierownikiem artystycznym
- Teatr Komedia w Warszawie (1969−1977)
- Teatr Polski w Warszawie (1977−1980)

Ma na koncie ponad 20 ról w Teatrze Telewizji. Był działaczem Związku Artystów Scen Polskich, członkiem Prezydium Zarządu Głównego. W 1980 przeszedł na emeryturę. Spoczywa na cmentarzu Bródnowskim (kwatera 108G-VI-25/26).

## Filmografia
- 1950: Warszawska premiera − Julian Dobrski, wykonawca roli Jontka
- 1951: Młodość Chopina − major Nikołaj Łunin
- 1965: Perły i dukaty − Schnabl, słowacki impresario
- 1965: Wystrzał − wodzirej na balu
- 1969-1970: Gniewko, syn rybaka − przywódca chłopów (odc. 2)
- 1970: Epilog norymberski − generał Walther von Brauchitsch, świadek obrony
- 1973: Wielka miłość Balzaka − skrzypek w Wierzchowni (odc. 7)
- 1975: Dyrektorzy − Józek, pijany kierowca wózka (odc. 1)
- 1975: Noce i dnie
- 1975: Opadły liście z drzew − majster
- 1976: Dźwig − majster
- 1978: Romans Teresy Hennert − wodzirej na raucie u generałowej Chwościkowej
- 1978: Zielona miłość − magazynier Tomasz w szpitalu (odc. 2)
- 1982: Punkty za pochodzenie − Karol, przyjaciel Wiktora Seretnego
- 1983: Dom świętego Kazimierza − kapitan Kozłowski
- 1984: Hania − sługa Mikołaj, dziadek Hani
- 1985: Temida − lokaj w Błotach (odc. 3)
- 1986: Zmiennicy − dozorca w bloku Mroczkowskiego (odc. 4)

## Dubbing
- 1957: Piątka z wyspy skarbów – pan Kirrin
- 1959: Pies przy klawiaturze – Dodo
- 1960: Mezalians – pan Bodrogi
- 1960: Następcy tronów – Ridolfi
- 1960: Proces Oscara Wilde’a – Sir Clarke
- 1960: Przygody Hucka – „Król”
- 1960: Uskrzydleni – Doktor Lampert
- 1961: Ocean Lodowaty wzywa – reporter
- 1962: Serca trzech dziewcząt
- 1964: Dwaj muszkieterowie – hetman Varga z Koňousov
- 1964: Przygody misia Yogi – Grifter (pierwsza wersja dubbingowa)
- 1967: Eskadra czuwa – Trunin
- 1967: Kapryśne lato – major
- 1967: Obcy – sędzia śledczy
- 1968: Kapitan Florian z młyna – Nepomuk
- 1970: Cudowna lampa Aladyna – wielki wezyr
- 1970: Gott mit uns – generał Snow
- 1971: Dzielny szeryf Lucky Luke – karawaniarz (pierwsza wersja dubbingowa)
- 1972: Kropka, kropka, przecinek – ojciec Loszy
- 1973: Elżbieta, królowa Anglii – Howard (odc. 5)
- 1980: Czyje to prawo?

## Odznaczenia i nagrody
- Krzyż Oficerski Orderu Odrodzenia Polski (1987)
- Krzyż Kawalerski Orderu Odrodzenia Polski (1980)
- Medal 10-lecia Polski Ludowej (1955)
- Medal 40-lecia Polski Ludowej (1985)
- Brązowy Medal „Za zasługi dla obronności kraju” (1985)